# Montrose (Missisipi)
Montrose – miasto w Stanach Zjednoczonych, w stanie Missisipi, w hrabstwie Jasper.